# Cappella della Badiola
La cappella della Badiola è un edificio religioso situato nel comune di Castiglione della Pescaia. La sua ubicazione è presso il complesso della Fattoria della Badiola, nella parte orientale del territorio comunale denominata La Badiola, della quale costituisce la cappella gentilizia.
L'edificio religioso fu costruito nella prima metà dell'Ottocento come luogo di preghiera per i granduchi di Lorena, che spesso soggiornavano presso l'attigua fattoria.
La cappella della Badiola si presenta come un semplice edificio religioso ad aula unica, con tetto a capanna, che si sviluppa a pianta rettangolare; le strutture murarie esterne si presentano rivestite in intonaco. Il portale d'ingresso ad arco tondo, preceduto da una breve rampa di scale, si apre al centro della facciata principale anteriore; la medesima facciata include parte del campanile nella parte sinistra.
La piccola torre campanaria si eleva in posizione angolare tra la facciata anteriore e il fianco laterale sinistro della cappella. Si presenta a sezione quadrata, con la cella campanaria situata nella parte sommitale e delimitata da una monofora su ogni lato, sopra la quale un tetto di copertura a quattro spioventi costituisce la parte apicale del campanile priva di cuspide.